# Aeroportul Ondjiva Pereira
Aeroportul Ondjiva Pereira (IATA: VPE, ICAO: FNGI) este un aeroport din Provincia Cunene, Angola ce deservește zona Ondjiva. A fost numit după zona deservită.
Situat la o altitudine de 1.087 m, aeroportul dispune de o singură pistă.